# Luçon-meester
De Luçon-meester of Meester van Étienne Loypeau is de noodnaam van een miniaturist die actief was in Parijs tussen 1390 en 1415. Hij kreeg zijn naam naar een pontificaal (bisschoppelijk) missaal dat hij verluchtte in opdracht van Étienne Loypeau, bisschop van Luçon en dat bedoeld was als geschenk voor Jan van Berry, de beschermheer van de bisschop. Het missaal wordt nu bewaard in de Bibliothèque nationale de France met als signatuur Lat.8886
Door Millard Meiss werd deze meester gekarakteriseerd als de exponent van de internationale gotische stijl in Parijs. Zijn werk wordt gekenmerkt door een zeer precieze afwerking, de elegantie van de figuren en de subtiele tonaliteit van de kleuren. De meester (en zijn atelier) specialiseerde in getijdenboeken waarvan er 21, bewaard in openbare bibliotheken, aan hem worden toegeschreven.

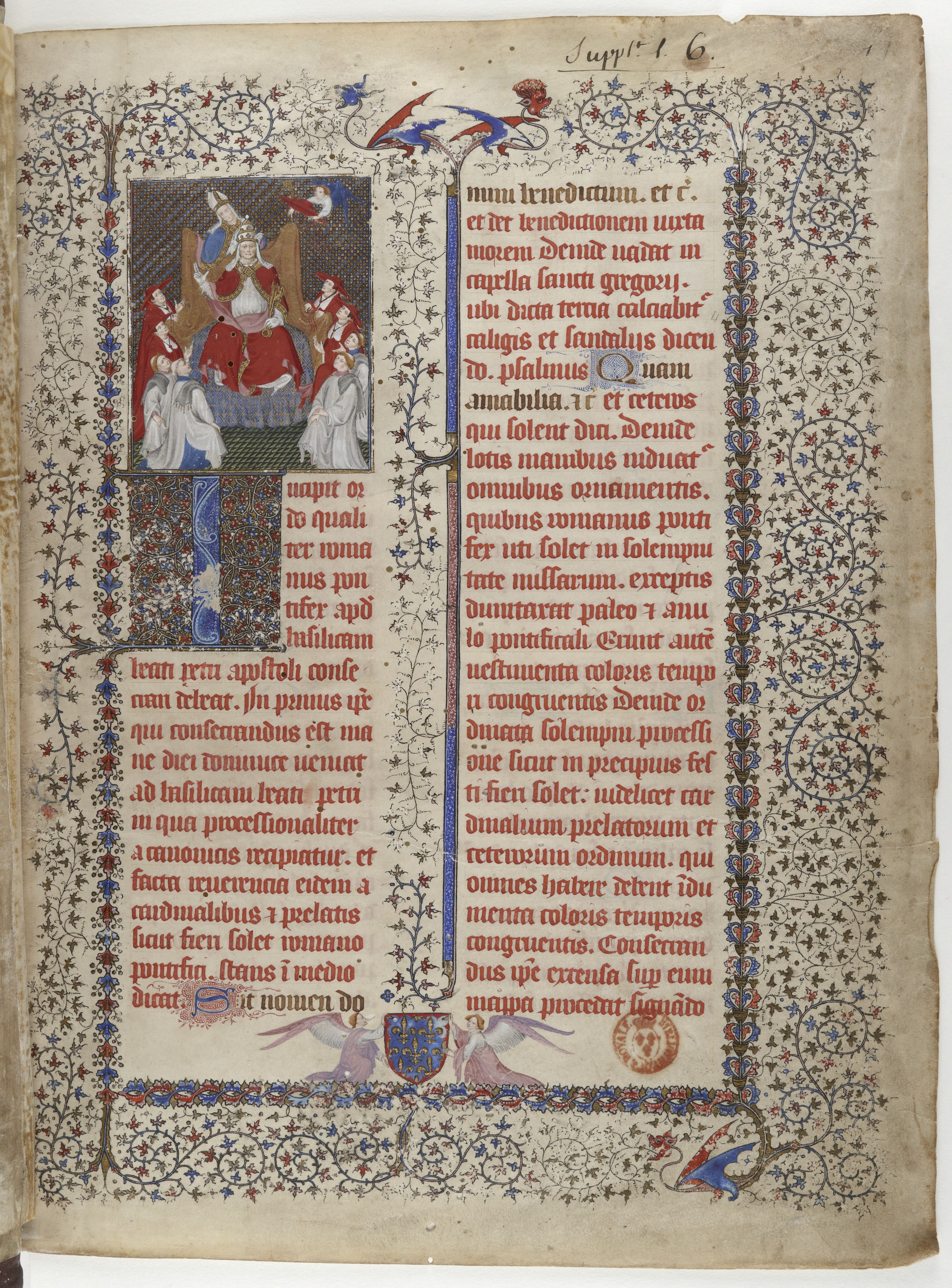
Incipit van het pontificaal-missaal van Luçon, BnFLat.8886

Een van de eerste werken die aan de Luçon-meester worden toegeschreven, een getijdenboek uit 1401 nu bewaard in Barcelona, bevat een handtekening van Colin (Nicolas) le Besq, schrijver en librariër in Parijs. Uit de archieven van Lodewijk I van Orléans, weten we dat de hertog regelmatig zaken deed met deze man. Op de 16e mei 1403 gaf de hertog opdracht om Nicolas le Besq 21 gouden escus te betalen, voor de levering van een psalter dat hij liet maken voor zijn zoons Charles en Philippe. Het betrokken psalter is het boek dat nu bewaard wordt in de BnF als Lat. 1082. Op 14 juni was er een betaling aan Colin Le Besq voor het reinigen, inbinden en vergulden van een missaal. Het is dus mogelijk dat Colin le Besq kan geïdentificeerd worden met de Luçon-meester of dat hij zijn librariër was.

## Toegeschreven werken
Hierbij een lijst van werken waaraan de meester heeft bijgedragen.
- Psalter, misschien besteld door Lodewijk I van Orléans, ca. 1403, BnF, Lat.1082
- Pontificaal-missaal besteld door Étienne Loypeau voor Jan van Berry omstreeks 1405, BNF, Lat.8886.[8]
- Verzameling van morele en politieke teksten (L'Aiguillon d'amour divin van de heilige Bonaventura, teksten van Hendrik Seuse en Jean de Gerson), besteld door Simon de Courcy voor Marie de Berry, in samenwerking met de Meester van het breviarium van Jan zonder Vrees (f.52), omstreeks 1406, BnF Fr.926
- Livre de bonnes meurs van Jacques Legrand, bestemd voor Jan vanBerry, in samenwerking met de Meester van het breviarium van Jan zonder Vrees, ca. 1410, BnF, Français 1023.[9]
- Titus Livius, Ab urbe condita, in het Frans vertaald door Pierre Bersuire, in samenwerking met Meester van de Cité des dames, ca. 1410, BnF, Fr.264
- Vergilius, Bucolica, Georgica en Aeneis, ca. 1410 collectie van de graaf van Leicester, Holkham Hall, Norfolk, Ms.307
- Giovanni Boccaccio, Du Cas des nobles hommes besteld door Martin Gouges in januari 1411, voor Jan van Berry. bibliothèque de Genève, Fr.190/1[10]
- Publius Terentius Afer blijspelen, in samenwerking met de Meester van de Cité des dames, de Meester van de Adelphen en de Orosius-meester, ca. 1411, Bibliothèque de l'Arsenal, Ms.664
- Manuscript met teksten van Aristoteles, Koninklijke Bibliotheek van België, Brussel, Mss. 9089-90
- Manuscript met teksten van Aristoteles, BNF, Fr.208
- Gerbert de Montreuil ,Roman de la violette Russische Nationale Bibliotheek, Sint-Petersburg, Ms. fr. Q.v.XIV, 3
- Getijdenboek, 1401, Biblioteca de Catalunya, Barcelona, Ms.1850.
- Getijdenboek, Parijs, 1410-1412, MS McClean 80, Fitzwilliam Museum, Cambridge
- Getijdenboek, gebruik van Rome, gemaakt voor een onbekende vrouw in samenwerking met de Pseudo-Jacquemart en de Mazarine-meester, ca. 1400, gemeentebibliotheek van Quimper, Ms.42
- Getijdenboek, gebruik van Bourges gemaakt voor een opdrachtgever uit de kring van de hertog van Berry, omstreeks 1405-1410 (in samenwerking met de Pseudo-Jacquemart voor het Mariagetijde), British Library, Yates Thompson 37[11]
- Getijdenboek gemaakt in samenwerking met de Meester van de Clères Femmes, omstreeks 1410-1412, Staatsbibliothek zu Berlin, Ms Theol. Lat.Qu.7
- De Levis getijden, van de ateliers van de Luçon-meester en van de Bedford-meester, ca. 1410-1420, Beinecke Library Yale-universiteit, Ms.400[12]

- Gemeinsame Normdatei: 123313074
- International Standard Name Identifier: 0000 0003 9902 985X
- Library of Congress Control Number: nr00007955
- Union List of Artist Names: 500020490
- Virtual International Authority File: 49064538